# Eutelia chalybsa
Eutelia chalybsa là một loài bướm đêm trong họ Noctuidae.